# Albinas Bagdonas
Albinas Bagdonas (* 1941 in Zobielija, Wolost Šilalė, jetzt Rajongemeinde Šilalė) ist ein litauischer Psychologe.

## Leben
Nach dem Abitur 1960 an der Mittelschule  Šilalė studierte Albinas Bagdonas 1960–1963 an der Vilniaus universitetas und 1963–1966 an der Lomonossow-Universität in Moskau, 1966–1969 in der Aspirantur am Institut der Entwicklungsbiologie in Moskau. 1970 promovierte er zum Thema Dynamische Eigenschaften der sensorischen Neuronen („Sensorinių neuronų dinaminės savybės“) und wurde Kandidat der Biologie. 2006  habilitierte er in Biologie zum Thema Dynamische Eigenschaften von Hör- und Sehneuronen von Kaninchen (lit. "Triušio klausos ir regos neuronų dinaminės savybės"). Ab 1969 lehrte er an der Vilniaus universitetas, ab 1974 als Dozent, ab 1973 Leiter des Forschungslabors, ab 2002 als Professor.
1962 und 1972 gewann er Bronze im Selbstverteidigung-Ringen in Sowjetlitauen. 
Ab 1989 war er Mitglied von Lietuvos socialdemokratų partija.
1989–1992 leitete er als Präsident Psychologenverein Litauens (Lietuvos psichologų sąjunga).

## Quelle
- Albinas Bagdonas. Visuotinė lietuvių enciklopedija, T. II (Arktis-Beketas). – Vilnius: Mokslo ir enciklopedijų leidybos institutas, 2002. 435 psl.

| Personendaten    | Personendaten                                        |
| ---------------- | ---------------------------------------------------- |
| NAME             | Bagdonas, Albinas                                    |
| KURZBESCHREIBUNG | litauischer Psychologe                               |
| GEBURTSDATUM     | 1941                                                 |
| GEBURTSORT       | Zobielija, Wolost Šilalė, jetzt Rajongemeinde Šilalė |